# 요사노정
요사노정(일본어: 与謝野町)은 일본 교토부의 북부, 단고 반도의 중부에 있는 요사군의 정이다.

## 지리
가야 골짜기로 불리는 노다강의 선상지에 위치한다. 가야 지구의 남동쪽에는 오에산이 있어 이전에는 니켈 광산이 있었다.

## 역사
2006년 3월 1일에 요사군 가야정, 이와타키정, 노다가와정이 합병해 탄생하였다.

## 교통

### 철도
- 기타킨키 탱고 철도(일본어판)
  - 미야즈선
    - (← 미야즈시 이와타키구치역(일본어판)) - 요사노역(일본어판) - (교탄고시 교우단고오미야역(일본어판) →)

### 도로
- 국도 제176호선 (일본)(일본어판)
- 국도 178호선
- 국도 제312호선 (일본)(일본어판)